# لی‌لی دونالدسون
لی‌لی دونالدسون (به انگلیسی: Lily Donaldson) متولد ۲۷ ژانویه ۱۹۸۸ مدل بریتانیایی است.
لی‌لی متولد شهر لندن و تحصیل کردهٔ دبیرستان هنر و موسیقی Camden School for Girls است. او در هنگام خرید کشف شد و خیلی زود کار خود را با برندهای مشهور بسیاری آغاز کرد.
لی لی چهرهٔ مارک مشهور انگلیسی بوربری است.
او همراه با دیگر سوپر مدل‌های هم دوره‌اش بر جلد نسخه امریکایی مجله ووگ تصویر شده‌است و همچنین در مد لقب (Head Girl) دارد.
دونالدسون از مدل‌های معروف به فرشته‌است که برای لاین ویکتوریاز سیکرت نمایش می‌دهد. همچنین مانند هثر مارکس و جسیکا استم از صورت عروسکی‌های دوران خویش است. حتی مانکن عروسکی لی‌لی ساخته شده‌است و در ویترین‌ها با بینی مجسمه‌ایش چهره‌نمایی می‌کند.

## زندگی شخصی
لی‌لی دوست صمیمی جما وارد استرالیایی و ایرینا لازارینو است.